# Hōkyōintō

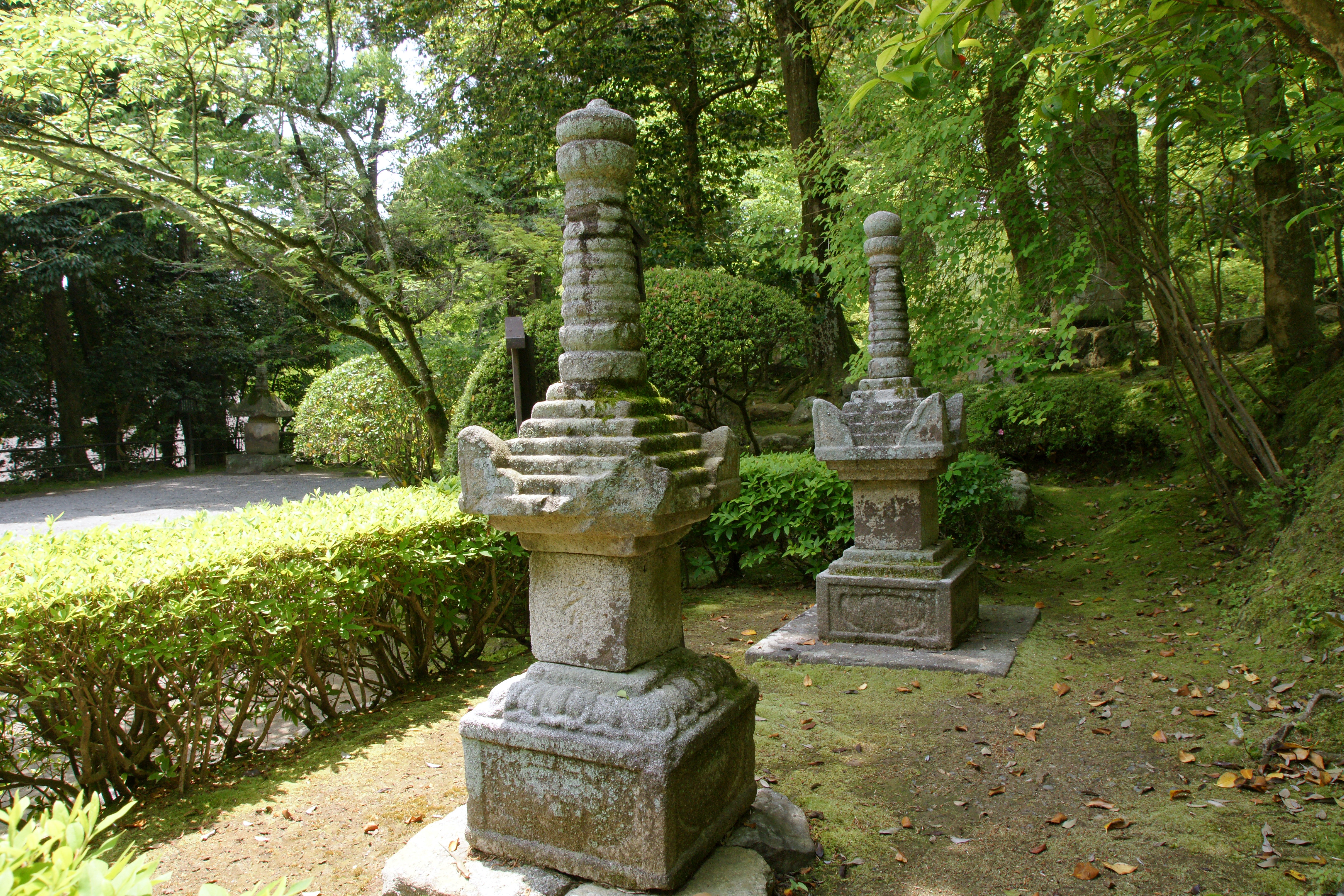
Deux hōkyōintō à Ishiyama-dera

Un hōkyōintō (宝篋印塔) est une pagode japonaise, ainsi appelée parce qu'elle contient à l'origine le sūtra dharani (陀羅尼) Hōkyōin (宝篋印) . Variante chinoise du stūpa indien, elle a été d'abord conçue comme cénotaphe du roi Qian Liu (en) du royaume de Wuyue en Chine.

## Structure et fonction

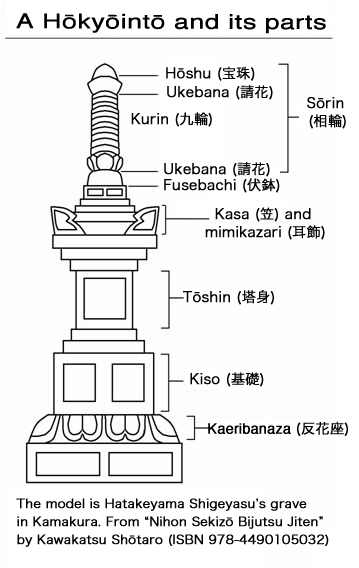
Un hōkyōintō et ses différentes parties

Habituellement faits en pierre et occasionnellement en métal ou en bois, les hōkyōintō commencent à prendre leur forme actuelle durant l'époque de Kamakura. Comme un gorintō, ils sont divisés en cinq sections principales appelées (de bas en haut) kaeribanaza (反花座), ou « siège de fleur inversé », kiso (基礎), ou base, tōshin (塔身), ou corps, kasa (笠), ou parapluie et sōrin (相輪), ou faîteau de pagode. Partie la plus importante du hōkyōintō, le tōshin porte gravée une lettre en sanskrit. Le sōrin a la même forme que le sommet d'une pagode à cinq étages. Le kasa peut aussi être appelé yane (屋根), ou toit. Il est décoré de quatre ailes caractéristiques appelées mimikazari (耳飾) ou sumikazari (隅飾). Il existe différentes structures, et le hōkyōintō du musée municipal de Yatsushiro à Kyūshū par exemple est divisé en quatre parties seulement, sans kaeribanaza. 
Le soutra qu'ils cachent parfois contient tous les actes pieux d'un bouddha Tathagata et les fidèles croient qu'en priant devant le hōkyōintō leurs péchés seront annulés, qu'ils seront protégés contre les catastrophes au cours de leur vie et qu'après la mort ils iront au paradis. 
La tradition japonaise du hōkyōintō est ancienne et aurait commencé durant la période Asuka (550–710 CE).  Ils étaient en bois à l'origine puis ont commencé à être faits uniquement en pierre à l'époque de Kamakura. C'est également au cours de cette période qu'ils commencent à être utilisés comme pierres tombales et cénotaphes.

## Galerie d'images

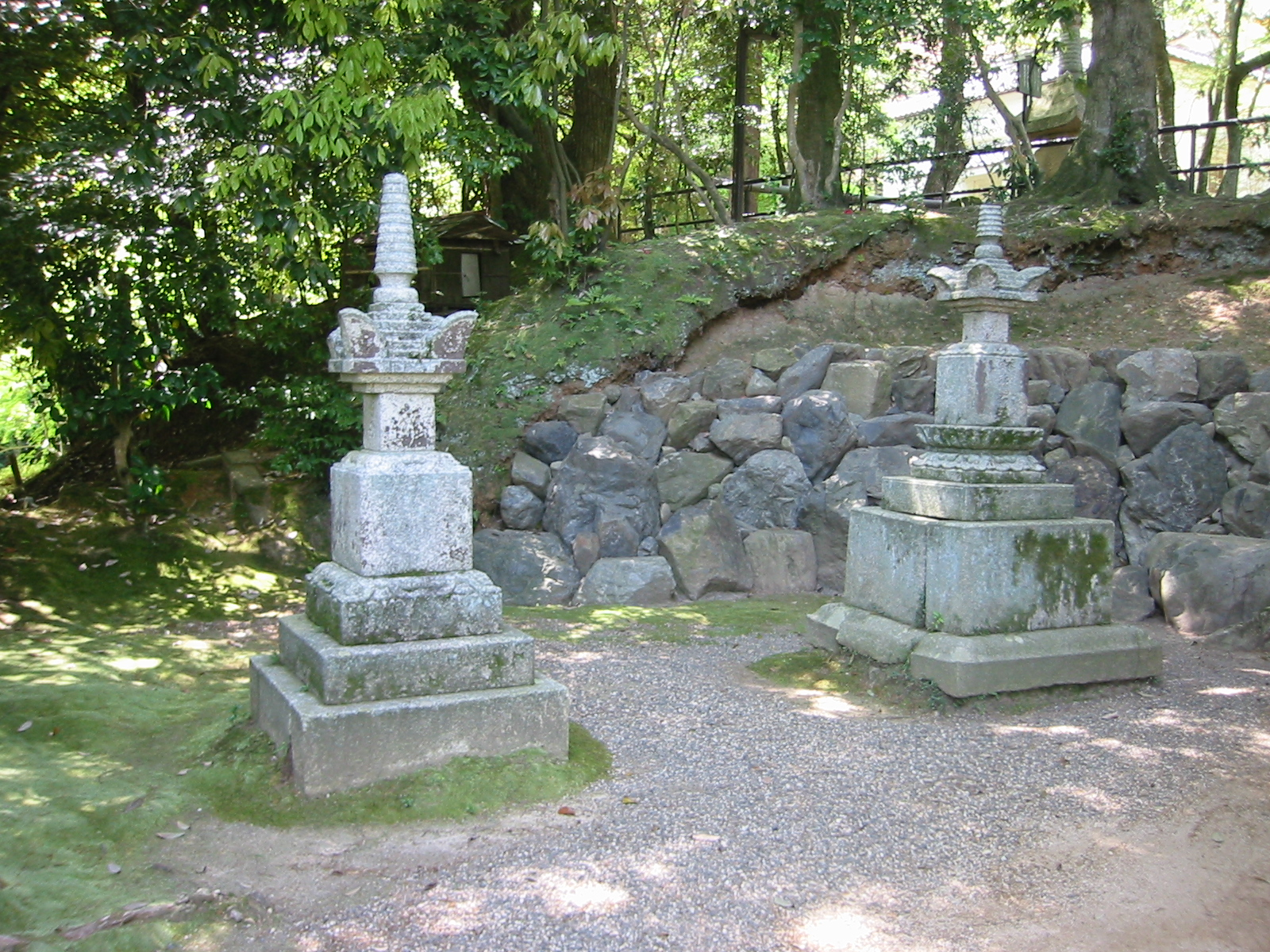
Hōkyōintō d'Ishiyama-dera à (Otsu)
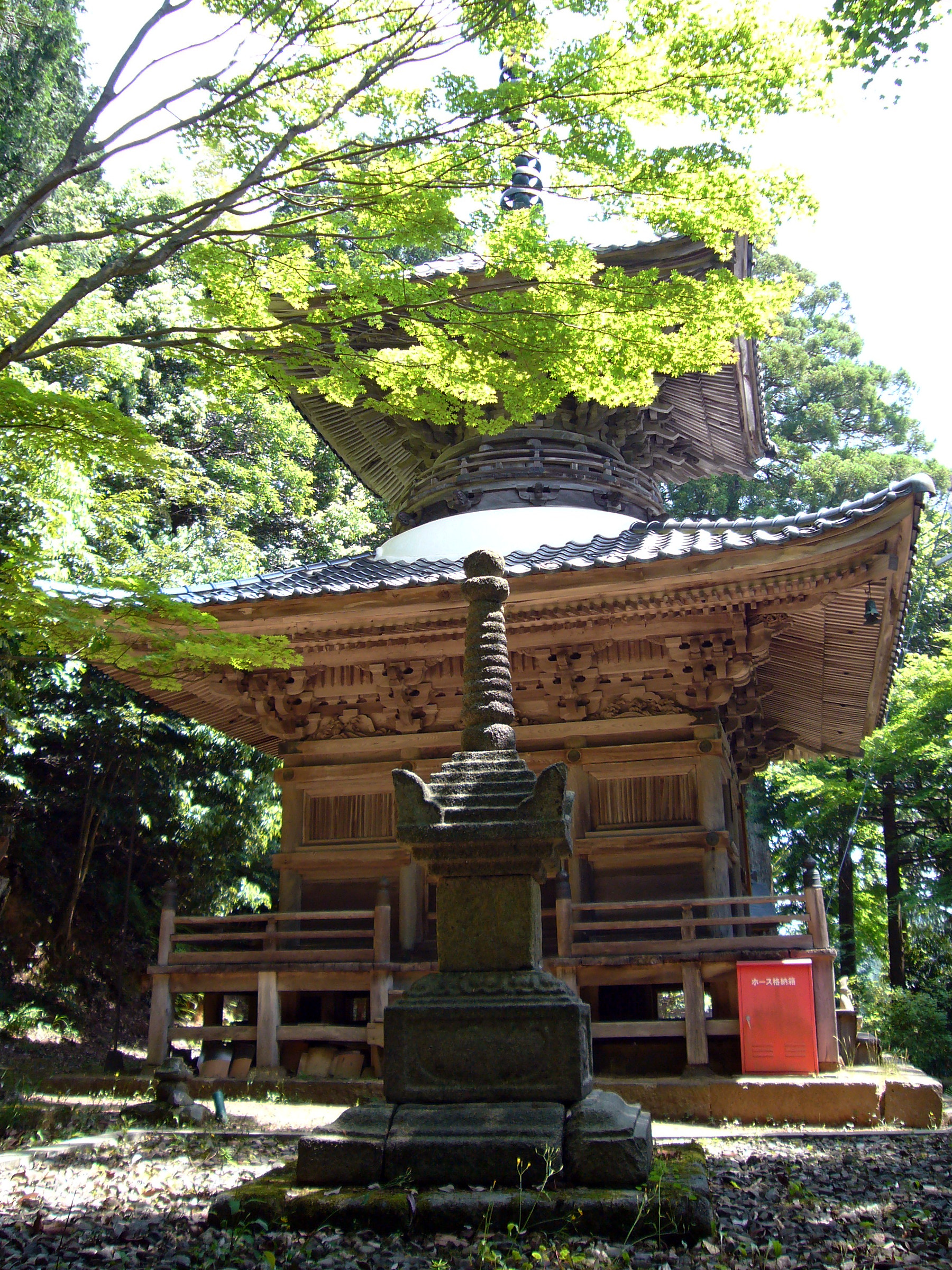
Hōkyōintō de Onsen-ji (Toyooka)
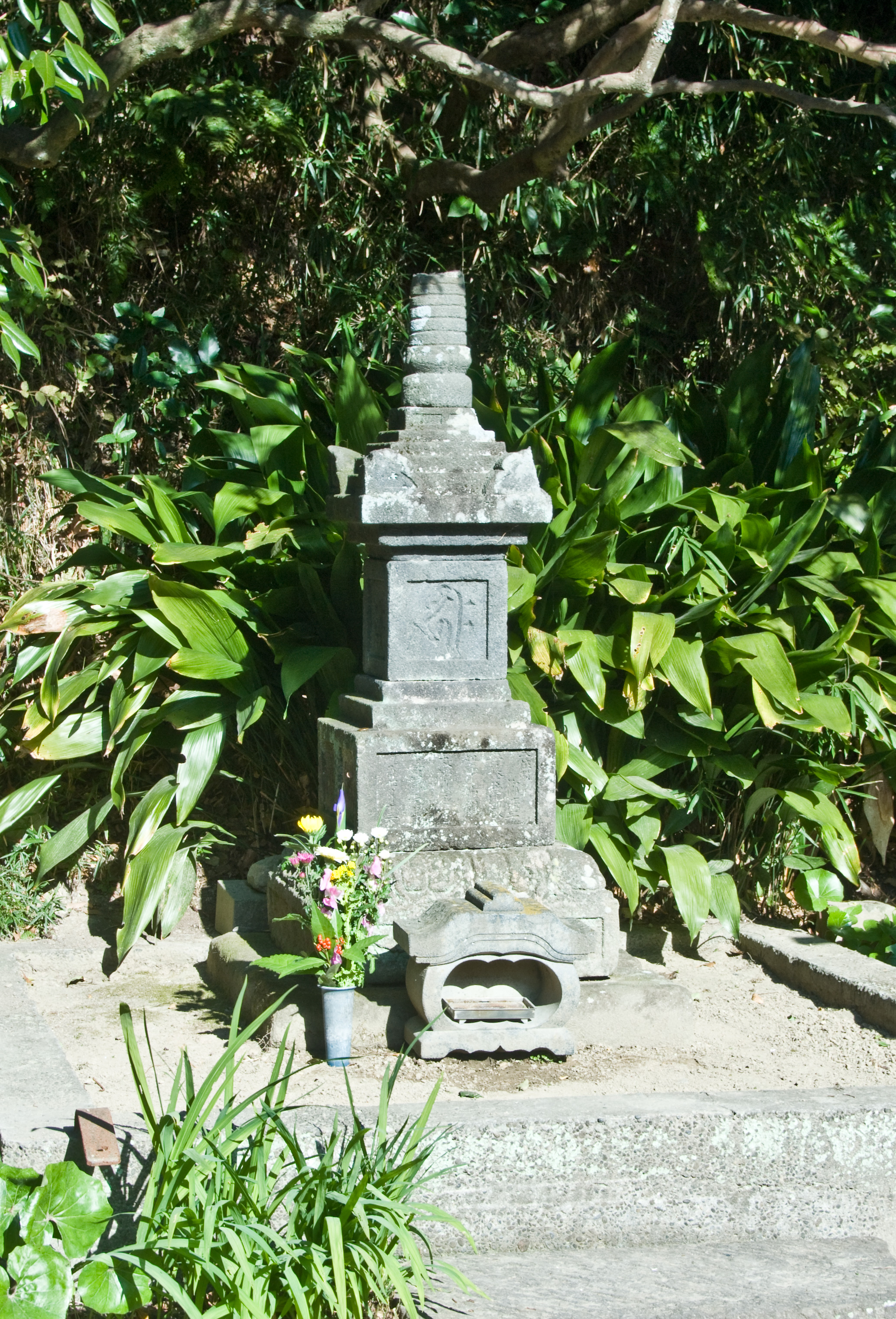
Hōkyōintō de Hōjō Masako à Kamakura
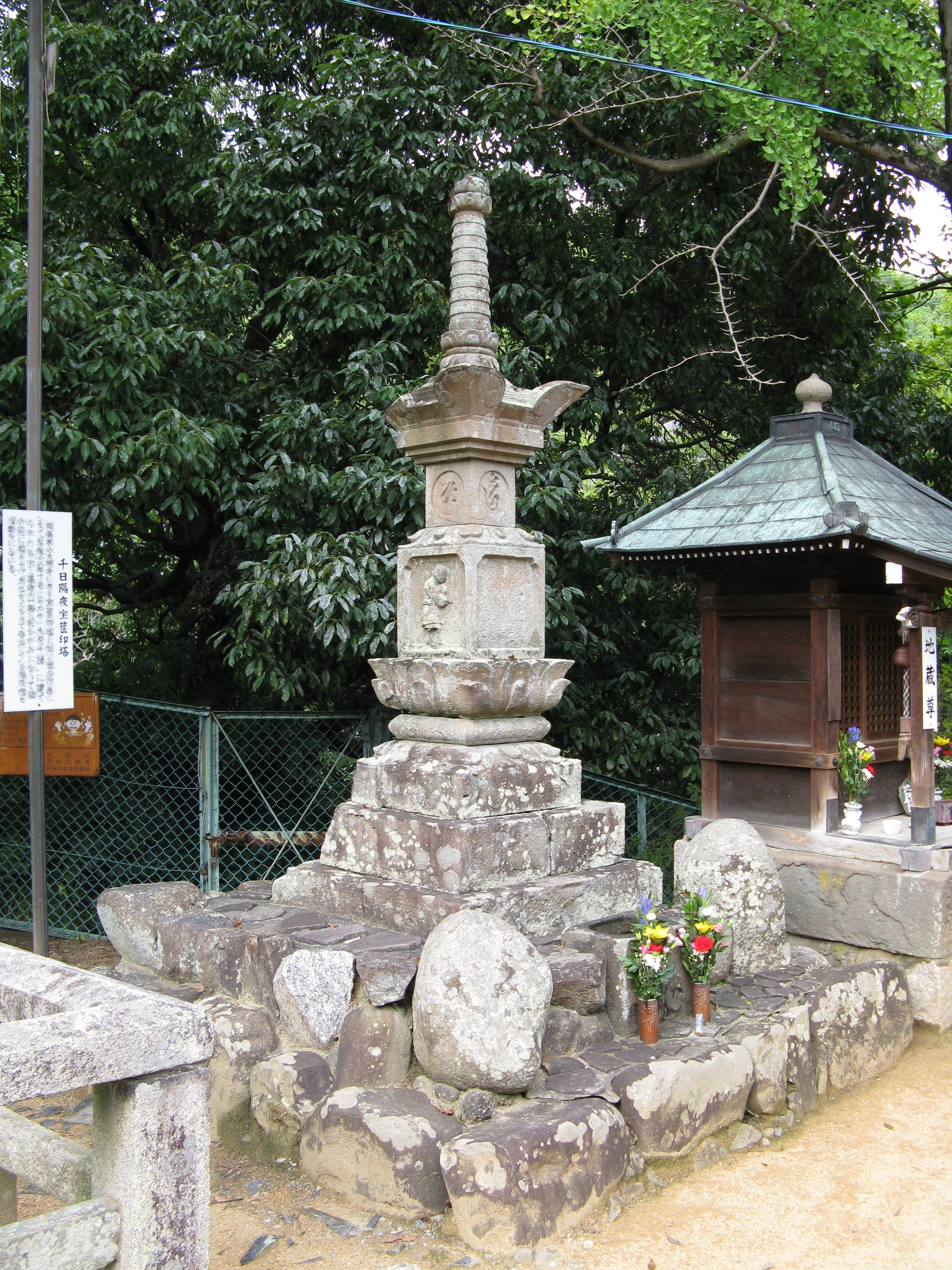
Hōkyōintō de Mizuma-dera près d'Osaka
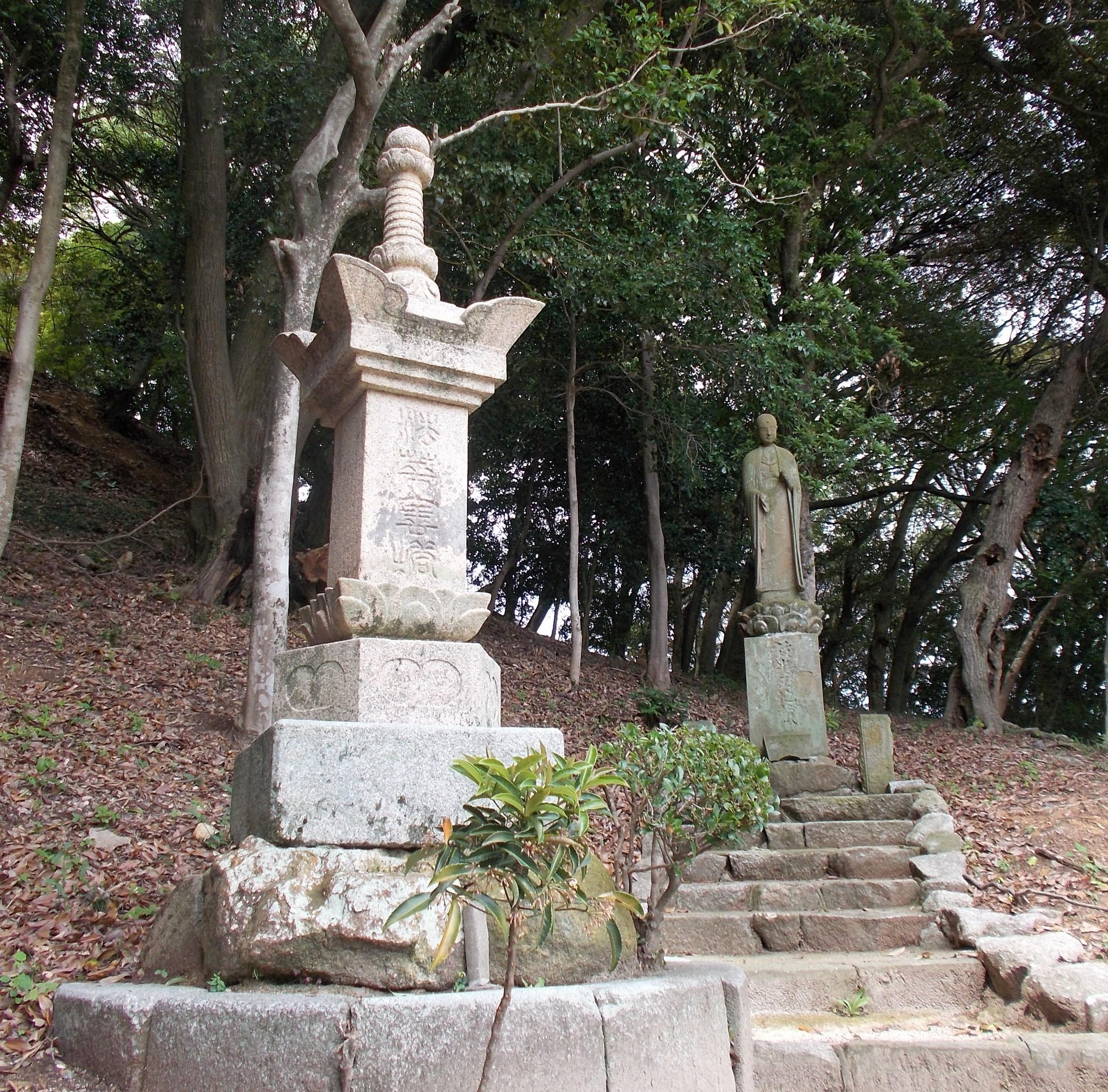
Hōkyōintō de Kōshū-ji (Fukuoka)

## Sources
- Iwanami Kōjien (広辞苑?) Dictionnaire japonais 6e édition, DVD Version (ja)
- Shinkō no Katachi - Hōkyōintō, Yatsushiro Municipal Museum, consulté le 18 septembre 2008 (ja)
- « Nihon Rekishi Chimei Taikei (日本歴史地名大係), online version », Hatakeyama Shigeyasu no Haka, Heibonsha (consulté le 18 septembre 2008) (ja)